# 異域風情
異域風情（英語：Exoticism）指對遙遠事物的熱情，中文有“距離產生美”的講法。藝術家往往对異域文化充满神秘感和幻想，會從不同文化中提取創作靈感
。異域不僅有空間上的也有時間上的，對遙遠古代和未來的向往也屬於異域主義。

## 批評
西方有殖民擴張的歷史，對外界的好奇常伴隨著對其他文化的片面挪用，因而遭到批判，以下是一些批判理論：
- 文化挪用
- 凝視
- 東方主義